# Айї (Ер)
Аї́ (фр. Ailly) — муніципалітет у Франції, у регіоні Нормандія, департамент Ер. Населення — 1210 осіб (01.01.2021).
Муніципалітет розташований на відстані близько 90 км на північний захід від Парижа, 34 км на південь від Руана, 18 км на північний схід від Евре.

## Історія
До 2015 року муніципалітет перебував у складі регіону Верхня Нормандія. Від 1 січня 2016 року належить до нового об'єднаного регіону Нормандія.

## Демографія
Динаміка населення (INSEE ):

## Економіка
2010 року серед 722 осіб працездатного віку (15—64 років) 578 були активними, 144 — неактивними (показник активності 80,1%, у 1999 році було 76,9%). З 578 активних мешканців працювало 545 осіб (298 чоловіків та 247 жінок), безробітними було 33 (13 чоловіків та 20 жінок). Серед 144 неактивних 55 осіб було учнями чи студентами, 52 — пенсіонерами, 37 були неактивними з інших причин.

У 2010 році в муніципалітеті числилось 404 оподатковані домогосподарства, у яких проживали 1125,0 особи, медіана доходів виносила 22 731 євро на одного особоспоживача